# Balza

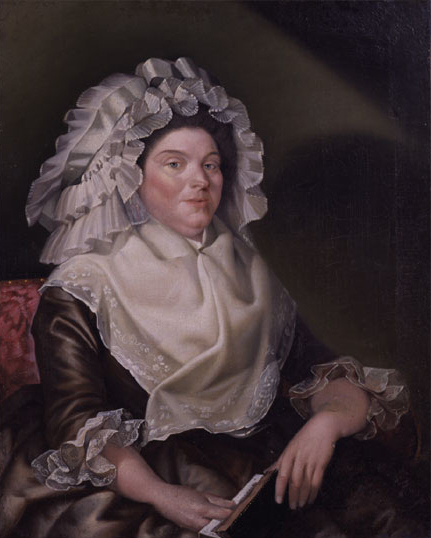
Elizabeth Sewall Salisbury (1789) di Christian Gullager. La donna del ritratto indossa un cappello e delle maniche con balze.

Una balza è una fascia di tessuto o altro materiale arricciata o pieghettata che viene posta alle estremità delle vesti. Solitamente le balze servono a decorare un abito e/o rinforzare lo stesso.

## Etimologia
La parola "balza" deriva dal latino baltea, plurale di balteum, che indicava quelle pareti degli anfiteatri "che separavano i diversi ordini della scalea".

## Storia
Le balze vengono utilizzate sin dal Rinascimento, epoca in cui servivano a decorare le scollature e i colletti. Nel XVI secolo esse erano applicate sulle gorgiere che caratterizzavano gli abiti eleganti in Spagna. Gli abiti pieghettati sono stati usati in varie occasioni nel corso della storia. Molto più recentemente, negli anni ottanta, andavano di moda le camicie a balze. Gli abiti con le balze tornarono di moda nel 2010.

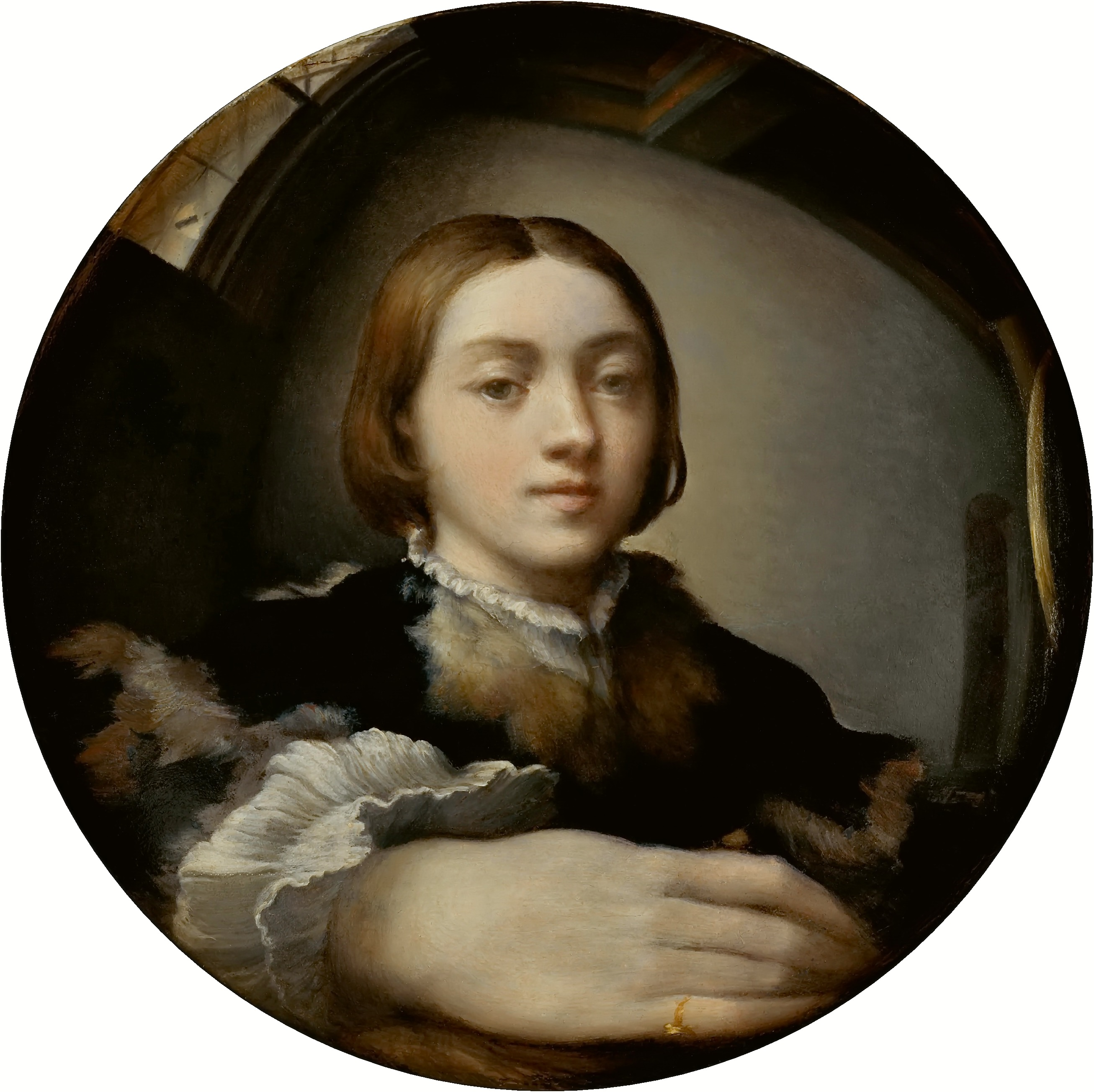
Autoritratto entro uno specchio convesso (1524 ca.) del Parmigianino. Le balze sono visibili sulle maniche dell'abito indossato dall'artista.
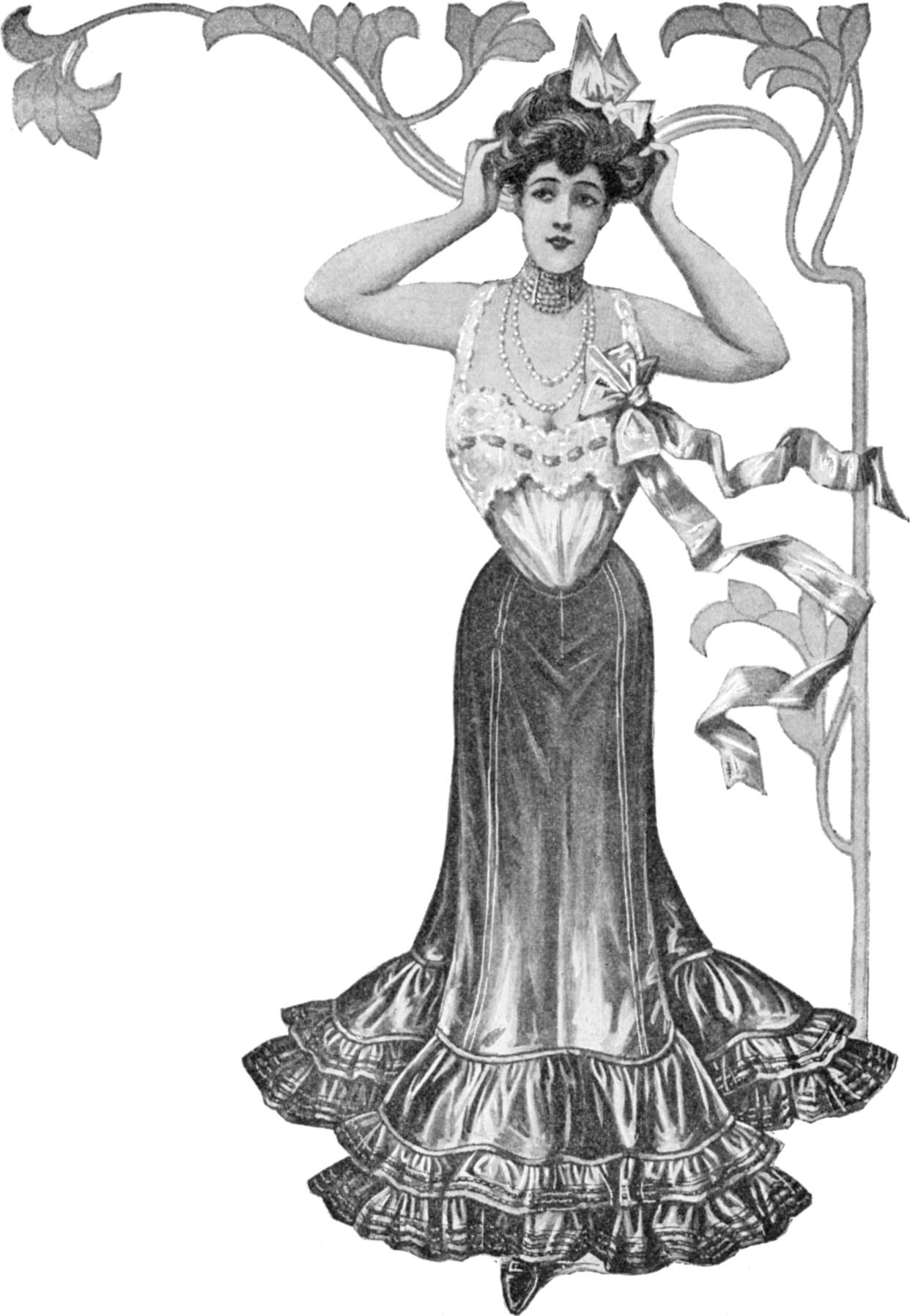
Illustrazione di una donna che indossa una gonna a balze
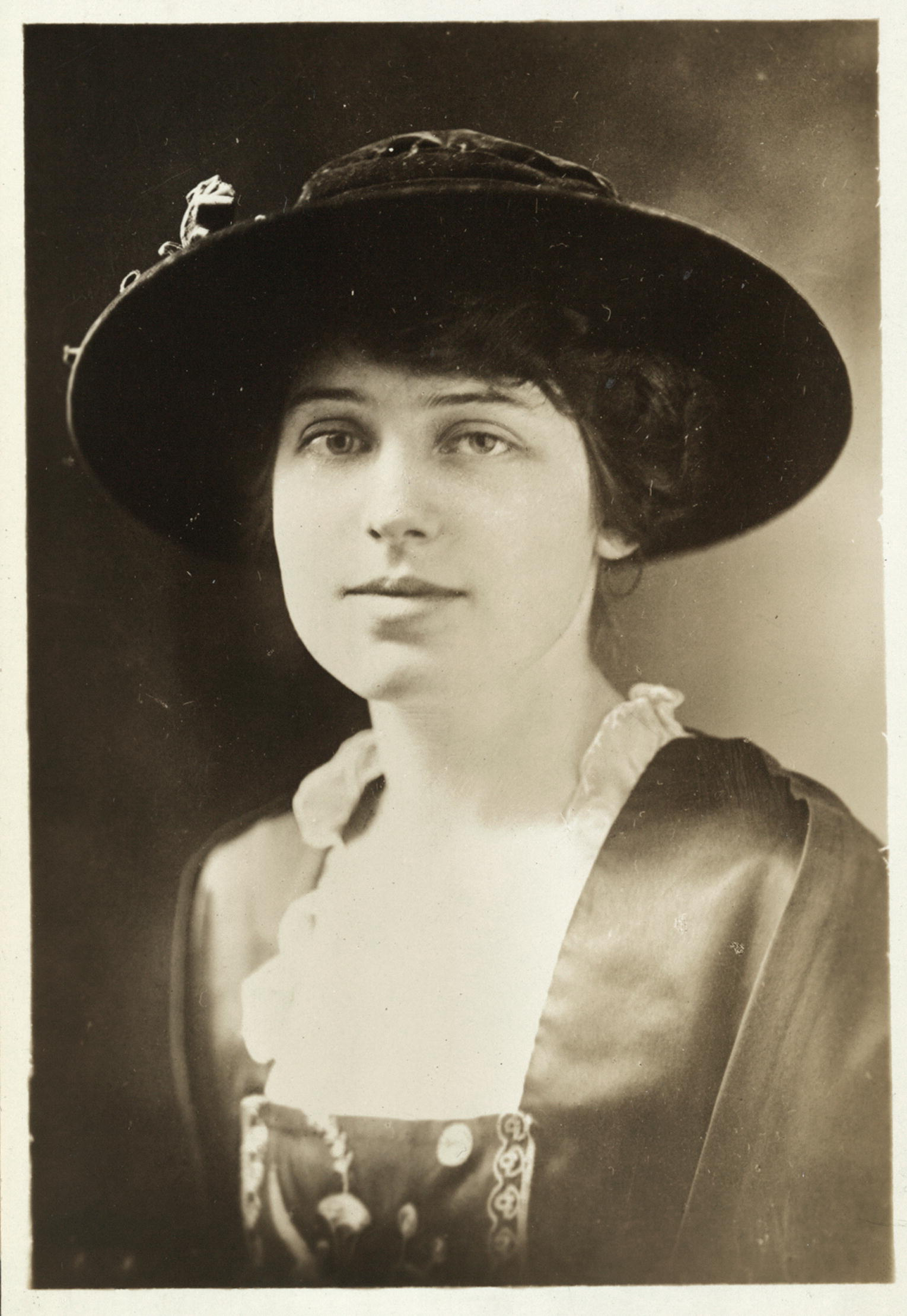
Donna con colletto a balze
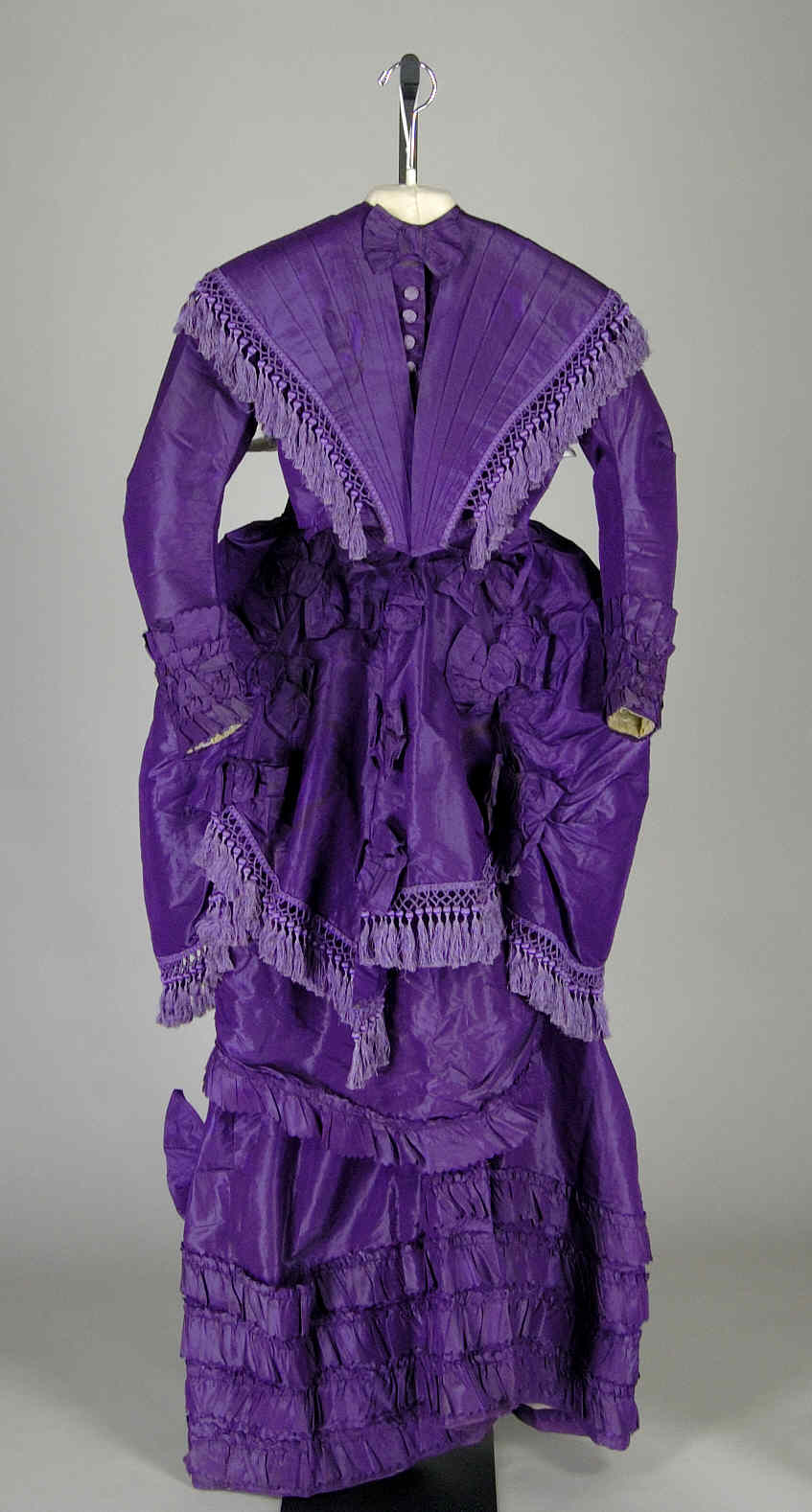
Abito viola con balze
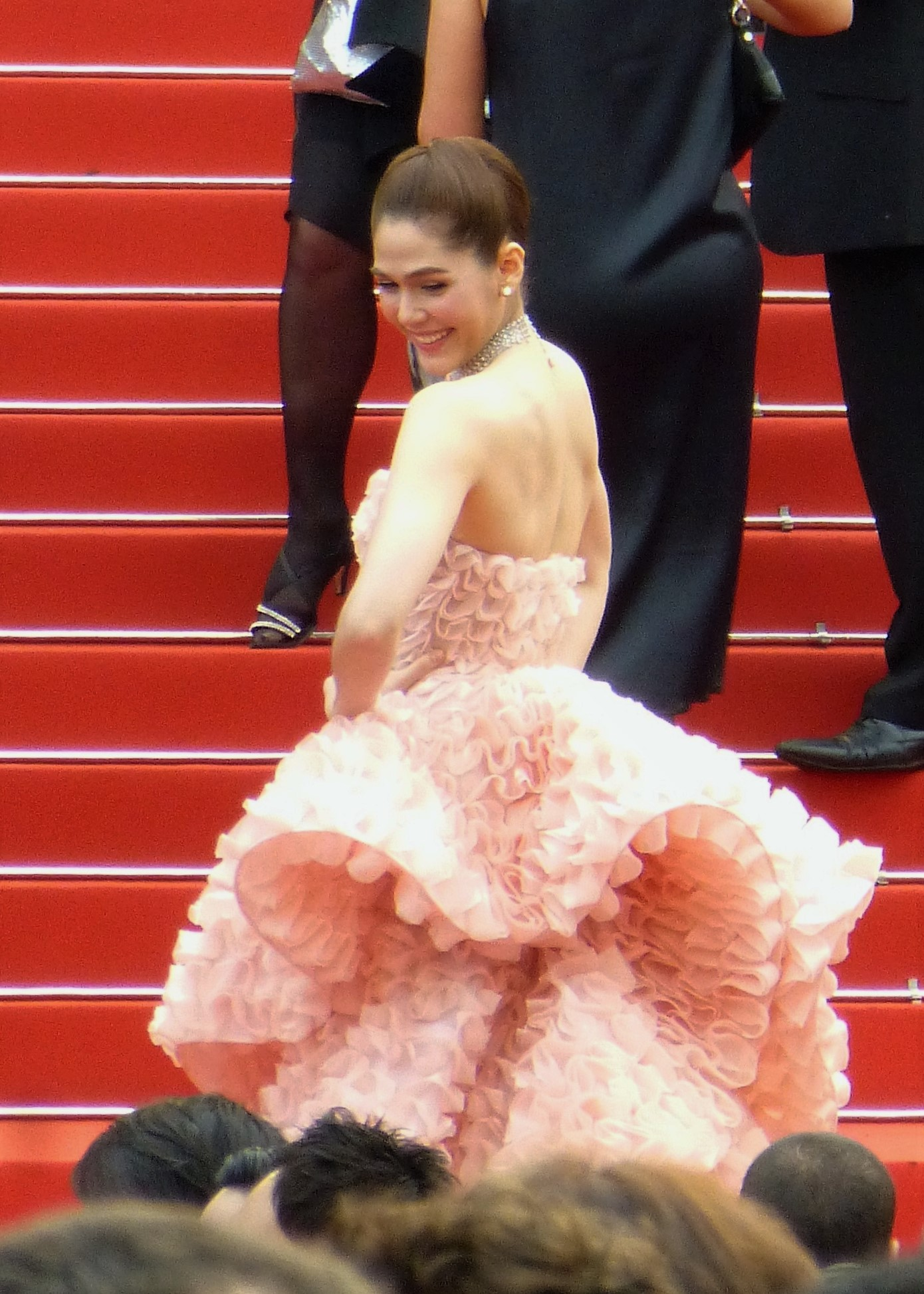
L'attrice Araya A. Hargate mentre indossa una gonna a balze
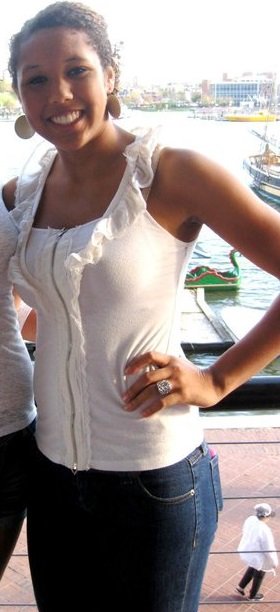
Ragazza che indossa una camicia a balze